# Eobard Thawne
Eobard Thawne, meglio conosciuto come l'Anti-Flash (Reverse-Flash) oppure il Professor Zoom, è un personaggio dei fumetti creato da John Broome (testi) e Carmine Infantino (disegni), pubblicato dalla DC Comics. La sua prima apparizione avviene in The Flash (vol. 1) n. 139 (settembre 1963).
È un supercriminale principalmente associato a Barry Allen (il secondo e più noto dei quattro supereroi conosciuti come Flash) ed è il secondo Anti-Flash in ordine cronologico. Nato nel XXV secolo, è uno scienziato dotato di super velocità che viaggia nel tempo per combattere con il suo nemico più odiato, Flash. È il discendente di Malcolm Thawne e antenato materno di Bart Allen, Thaddeus Thawne e Owen Mercer.
Nel 2009 IGN ha inserito il Professor Zoom al 31º posto nella classifica dei più grandi cattivi dei fumetti di tutti i tempi e nel 2015 al 2º posto nella lista dei Top 5 dei più grandi nemici di Flash.

## Storia editoriale
Creato da John Broome e Carmine Infantino, Eobard Thawne ha fatto il suo debutto in The Flash n. 139 (settembre 1963). In Italia, la prima storia in cui compare l'Anti-Flash è su Super Albo Nembo Kid n. 42 della Mondadori. Nelle prime pubblicazioni, il cognome del Professor Zoom molto spesso compare erroneamente come Thawnye, Thayne e Thine.
Sebbene questo personaggio sia stato originariamente introdotto durante l'era della pubblicazione DC su Terra-Uno, la sua storia in seguito agli eventi della serie limitata Crisi sulle Terre infinite del 1985-1986 rimane intatta. Tuttavia, alcuni elementi della storia Pre-crisi del personaggio potrebbe essere stata alterata o rimossa per la continuity della Nuova Terra Post-crisi, e dovrebbero essere considerati apocrifi.
Nel 2009, Eobard Thawne è stato reimmaginato come uno dei principali cattivi nell'universo DC dallo scrittore Geoff Johns in Flash: Rinascita. La sua resurrezione avviene in un evento prossimo al futuro, in seguito al quale si rende responsabile per la trasformazione di Barry Allen in Black Flash. In seguito viene rivelato che poiché Thawne ha ricreato l'incidente che ha dato a Barry i suoi poteri, è stato in grado di attirare Barry fuori dalla Forza della Velocità durante la Crisi finale e trasformarlo temporaneamente in Black Flash.
Nel 2011 esce Flashpoint: Reverse Flash miniserie in sei numeri interamente dedicata al nemico del Velocista Scarlatto, scritta da Sean Ryan e disegnata da Joel Gomez. L'Anti-Flash racconta la sua storia, di come ha modificato il passato dell'odiato Barry Allen.

## Biografia

### Le origini
Eobard Thawne nasce a Central City nel XXV secolo. I suoi genitori lo hanno modificato geneticamente per essere molto intelligente e per avere un aspetto particolare. Tuttavia, una volta cresciuto, i genitori si cominciarono a preoccupare della mancanza di rapporti sociali e della tendenza a sognare ad occhi aperti, fortemente disapprovata nella loro società irreggimentata. Sperando che aiutare a prendersi cura di un fratello avrebbe aiutato Eobard ad adattarsi, i suoi genitori ebbero un secondo figlio, Robern. Eobard faticò a gestire il suo fratellino irritandosi molto ai rimproveri dei genitori per i suoi continui scatti di rabbia, innescati dalla frustrazione. Eobard trascorse così tanto tempo nelle sedute di legami sociali e nelle analisi psicologiche con Robern che rimase molto indietro nei suoi studi. Di conseguenza, la sua domanda per studiare la forza della velocità al Flash Museum venne respinta. Perciò Eobard inizia a fare illegalmente ricerche su tale argomento. Tuttavia, venne catturato da Robern, ora ufficiale della polizia scientifica.
Una versione futura di Eobard viaggia nel passato e impedisce a Robern di nascere. Ciò permise a Eobard di concentrarsi completamente sui suoi studi, venendo in seguito ammesso con successo per studiare al Flash Museum. Un altro scienziato, il professor Drake, annunciò che era sul punto di provare l'esistenza della Forza della Velocità. Eobard si offrì di collaborare con lui, ma fu rifiutato. Ancora una volta, una versione futura di se stesso viaggiò nel tempo e uccise Drake. Eobard viene quindi nominato professore del Flash Museum. La sua conoscenza della Forza della Velocità fa sì che i suoi pari lo chiamino Professor Zoom. Tuttavia, la sua ricerca non ha avuto successo e non è stato in grado di attingere alla Forza della Velocità. Alla fine, i suoi genitori si preoccuparono e istigarono alla chiusura del Flash Museum. Di nuovo, il suo io futuro interviene con la linea temporale e causa la morte dei suoi genitori, permettendogli di continuare la sua ricerca.
Inizialmente Eobard era un grandissimo fan di Flash. Thawne aveva letto e riletto più volte la biografia di Allen (scritta da sua moglie Iris), e arrivò a sottoporsi ad una plastica facciale pur di assomigliare al suo eroe. Dopo aver ottenuto la super velocità replicando il bagno chimico che diede i poteri a Barry Allen ed essersi impossessato del suo famoso tapis roulant, Eobard viaggiò nel tempo per incontrare il suo eroe.
Sbagliando i calcoli, Thawne arrivò nel periodo dopo la morte di Barry Allen, e si spaventò quando apprese che era destinato a divenire il più grande nemico di Barry e ad essere ucciso dalle mani del suo eroe. Il suo stato mentale già disturbato dal viaggio nel tempo, unito allo shock della scoperta, fece sì che la sua mente gli facesse credere di essere Barry Allen, ritornato dalla morte, per salvarsi dal brutto destino che lo attendeva. Grazie alla conoscenza della vita di Barry Allen, dovuta alla biografia scritta da Iris Allen, l'impersonificazione fu resa ancora più convincente, tant'è che neppure l'anello di Hal Jordan riuscì a rivelare l'inganno. Tuttavia, la vita di Thawne come Barry fu presto messa allo scoperto; la determinazione di essere Flash del futuro super criminale lo convinse ad attaccare Central City, credendo che egli fosse stato dimenticato in favore di Wally. Lasciò Wally a morire in una trappola, spezzò una gamba a Jay Garrick in una battaglia, liberandosi simultaneamente di Johnny Quick e Max Mercury quando tentarono di fermarlo.
Dopo aver rivelato la verità (avendo scoperto il libro di Iris che portò con sé dal futuro), Wally West ricacciò Thawne nel suo tempo per un'ultima battaglia, che vinse falsando l'uso del tapis-roulant di Barry: finse di recarsi nel futuro, all'epoca in cui Eobard era neonato, per ucciderlo nella culla, ma all'ultimo si scansò, rimandando Thawne nella sua epoca. Wally aveva paura di rimpiazzare Barry, ma era più spaventato dal lasciarlo fare a Thawne: il suo subconscio gli impediva di sviluppare i suoi poteri, per paura di surclassare il suo amato zio, ma superò il blocco, diventando così veloce come il suo predecessore.
Sebbene la mente di Thawne cancellasse questi eventi, lo portarono comunque all'ossessione di uccidere Barry Allen.

### La trasformazione nell'Anti-Flash
Thawne iniziò la carriera da criminale nella sua era, il XXV secolo. Il dipartimento di polizia e gli altri criminali cominciarono a conoscerlo come "il Professore" a causa delle sue inclinazioni scientifiche. Flash rimase uno dei suoi personaggi preferiti della storia, ma adesso lo odiava perché l'eroe sosteneva la legge e la giustizia mentre Thawne si schierava dalla parte opposta. Trova una capsula temporale con all'interno il costume di Barry Allen. Riuscì ad utilizzare una macchina che amplificava l'energia della velocità del costume, dandosi le abilità di Flash finché lo indossava. Durante il processo, i colori del costume si invertirono: il costume diventò giallo, gli stivali e il fulmine sull'emblema divennero rossi, e il cerchio bianco del simbolo diventò nero. Egli utilizzò i suoi poteri per commettere dei crimini, ma fu fermato da Flash, che viaggiò avanti nel tempo per vedere che la capsula temporale era aperta, perché conteneva anche un orologio atomico che minacciava di esplodere come una bomba atomica.
Flash, presumendo che la sua controparte potesse sapere dove fosse l'orologio, lo seguì. Dopo una furiosa battaglia, Thawne fu finalmente battuto, quando si vantò di come avesse usato un composto chimico per proteggere se stesso dall'attrito dell'aria. Scommettendo che l'aura invisibile intorno al suo corpo sarebbe stata una protezione superiore, Flash afferrò Zoom e cominciò a spingerlo in avanti così velocemente, che l'intensa frizione dell'aria ne surriscaldò il costume e le scottature riportate forzarono Zoom ad arrendersi. Tuttavia, si rivelò tutto uno spreco di tempo, dato che Zoom non sapeva niente dell'orologio, quindi Flash fu in grado di ritrovarlo e spostarlo in un'area isolata prima che esplodesse, all'ultimo momento.
Incolpando Flash per la sua sconfitta, Thawne cominciò a viaggiare nel tempo in cerca di vendetta, utilizzando la sua conoscenza della storia come vantaggio. Cominciò anche ad ossessionarsi nel voler rimpiazzare Barry Allen, non solo come Flash, ma anche come marito di Iris West.

### L'alleanza con Al Desmond
Zoom riuscì a fuggire di prigione, determinato a riacquistare i suoi poteri, dal momento che Flash gli tolse il vestito. Scoprì un nuovo elemento, Element Z, che gli garantiva una super velocità quando indossava un medaglione contenente la sostanza. Tuttavia, l'elemento non era stabile e perse i suoi poteri dopo un breve periodo di tempo. Determinato a correggere questo difetto, Zoom inviò la sua immagine astrale indietro nel tempo per contattare Al Desmond, il ravveduto nemico di Flash, una volta noto come Mr. Element e Dr. Alchemy e uno degli studiosi più esperti su elementi nella storia. Qui, costrinse Desmond a mescolare una sostanza radioattiva che avrebbe inviato il corpo fisico di Zoom anche al XX secolo. Il malvagio velocista costrinse Desmond, contro la sua volontà, a riprendere il suo vecchio personaggio di Mr. Element per commettere diversi crimini, così che sarebbe stato disposto ad aiutare Zoom a purificare Element Z. Una volta completato, Zoom ha utilizzato il Cosmic Treadmill per tornare alla sua epoca, dove ha tentato di ricattare il governo minacciando di liberare prigionieri pericolosi dal carcere con la sua nuova super velocità, a meno che non ricevesse ingenti somme di denaro. Tuttavia, Flash lo seguì fino al XXV secolo, sconfiggendolo. Venne rimandato in prigione e il suo medaglione portato via.

### L'alleanza con la Società segreta dei supercriminali
Zoom ritorna dalla sua epoca nel XX secolo richiamato dal Mago, che lo recluta per unirsi alla Società segreta dei supercriminali. Insieme a Plant Master, Blockbuster e Star Sapphire, ruba un transponder trans-spaziale dagli S.T.A.R. Labs, in modo da utilizzarlo per trasportarsi alla dimensione del Mago (Terra-2) per conquistarla. Il Professor Zoom, reclutato principalmente per la sua esperienza tecnologica, è stato incaricato di far funzionare la macchina. Tuttavia, le cose non vanno come previsto, e la squadra di cattivi arrivò sulla Terra-3, casa del Sindacato d'America del Crimine. Il Mago ha determinato che potevano viaggiare nel mondo corretto raccogliendo tre simboli di potere in modo da poter lanciare un incantesimo per abbattere la barriera dimensionale. Zoom è stato incaricato di ottenere uno degli oggetti, l'anello del Power Ring. Ottiene una vittoria, così come i suoi compagni di squadra, e la Società è arrivata sulla Terra-2, presso la sede della Injustice Society. Il Mago iniziò a convocare membri della Justice Society of America uno alla volta facendoli combattere contro i suoi compagni di squadra. Mentre Blockbuster combatté Atom, il Professor Zoom e Plant Master sconfissero il dottor Mid-Nite. Quando Zoom chiese di sapere quando avrebbero iniziato a combattere i membri più potenti della JSA, il Mago ha spiegato che voleva prima affrontare i membri più deboli.
Durante un'avventura in cui membri della Società hanno cambiato corpo con membri della Justice League of America, Zoom e i suoi compagni hanno appreso le identità segrete dei vari membri della Justice League. Per proteggere i loro cari, Zatanna cancellò magicamente queste informazioni dalle loro menti.

### L'assassinio di Iris West-Allen
Utilizzando l'alias "Mr. Zyx" e apparendo invisibile facendo vibrare le sue molecole alla supervelocità, Zoom contattò il capo della polizia corrotto di Central City Matthew Paulson, che convinse a rubare eroina confiscata dalla polizia. Quindi progettò di stabilizzare il farmaco, confezionandolo con latte in polvere fabbricato in una fabbrica che stava usando come nascondiglio, con l'obiettivo finale di creare un vasto numero di tossicodipendenti che avrebbero agito ai suoi ordini.
Zoom si innamorò quindi della moglie di Barry, Iris. Un giorno, venne da lei e le chiese di lasciare Barry per lui o morire. A una festa in costume il giorno successivo, Zoom ha chiesto a Iris cosa avesse deciso. Lo schiaffeggiò, mettendo in chiaro che anche se non amasse così tanto Barry, non gli avrebbe mai permesso di metterle una mano su di lei. Intanto, mentre Barry era stato drogato con la "polvere d'angelo", Iris andò a prendergli un bicchiere d'acqua. Entrò in una stanza dove il pazzo condannato, Clive Yorkin, si stava nascondendo. Qui, Zoom vibrò fino all'invisibilità e fece scivolare la sua mano vibrante attraverso il cranio di Iris, danneggiando fatalmente le molecole nel suo cervello. Ovviamente, tutte le prove finirono per colpevolizzare Yorkin.
Ci volle molto tempo perché Allen riuscisse a rimettere in piedi la sua vita, dopo tutto ciò. Poco dopo aver ritrovato l'amore, Zoom riapparve, minacciando di uccidere la nuova fidanzata di Barry nel giorno delle sue seconde nozze. Terrorizzato che la storia potesse ripetersi, Allen istintivamente e inavvertitamente uccise il suo nemico, spezzandogli il collo in una battaglia finale.
Dopo che fu giudicato non colpevole di omicidio, dal processo conseguente, nonostante il fatto che anche Wally West (il Kid Flash corrente e futuro Flash) testimoniò contro di lui, Barry si trasferì nel XXX secolo in pensione, per vivere con la sua "resuscitata" Iris, solo per morire più tardi durante Crisi sulle Terre infinite.

### La morte da parte di Flash
Dopo anni passati a provare varie frequenze vibratorie, l'Anti-Flash riuscì finalmente a liberarsi dalla sua prigione extra-dimensionale. Il giorno in cui Barry Allen avrebbe dovuto sposare Fiona Webb, Zoom lasciò un messaggio per la sua nemesi al Flash Museum, dicendogli di incontrarlo nella casa dove vivevano Barry e Iris. In quel momento fu rapito dal suo successore dal futuro, il secondo Zoom, che lo portò diversi anni nel futuro. Dal momento che i nuovi poteri di Zoom gli hanno impedito di utilizzare il tapis roulant cosmico, chiese a Thawne di farlo funzionare per lui in modo che potessero costringere Wally West a sorvegliare l'attacco alla moglie che ha provocato la morte dei loro gemelli non ancora nati più e più volte. Thawne, con vaghi ricordi del suo primo incontro con Wally, acconsentì. Tuttavia, Barry si presentò presto, riportando Thawne nel suo tempo. Poco dopo, Barry, nel disperato tentativo di salvare la vita di Fiona, arriva a grande velocità alle spalle del Professor Zoom. Una volta bloccato, l'arresto improvviso della corsa fece spezzare il collo di Zoom, uccidendolo all'istante.
Successivamente, cinque villain, Capitan Boomerang, Capitan Cold, il Pifferaio, il Mago del Tempo e Trickster requisiscono il cadavere di Thawne dall'obitorio e tengono una cerimonia speciale in cima a una colonna di roccia isolata a trenta miglia a nord di Central City. Successivamente distruggono la bara dalla rabbia, maledicendolo il fatto che sia stato ucciso dalla loro nemesi. Fu così sepolto ad Avernus, il cimitero nascosto dei nemici.
Zoom è stato impersonato almeno due volte dopo la sua morte. Una volta da Abra Kadabra durante il processo di Barry Allen, e poi da Wally West nel tentativo di ingannare Kadabra e Replicant. Diversi anni dopo, il detective Hunter Zolomon adottò il costume di Zoom e divenne il terzo Anti-Flash, togliendo il titolo "Professore" dal suo nome.

### Guerra pericolosa
Hunter Zolomon più tardi infiltrò la già crescente "Guerra dei Cattivi" tra il cattivi di Capitan Cold, i cattivi riformati di Trickster e i cattivi, a cui era stato fatto il lavaggio del cervello, di Top. Rapidamente rianimando sua moglie, e portatala fuori dalla guerra alla casa di Linda Park, Zoom ritornò al fronte per sconfiggere Capitan Cold, affermando che "l'Uomo che Dominò lo Zero Assoluto" stava sprecando il tempo di Flash con i suoi metodi da criminale vecchio stile e pieno di boria. Mentre Flash e Kid Flash (Bart Allen) tentavano di contenere la battaglia, Zoom strozzò Kid Flash, minacciando di spezzargli il collo in maniera simile a come fece Barry Allen a Eobard Thawne. Prima che Zoom potesse uccidere Kid Flash, tuttavia, il Professor Zoom in persona arrivò su un tapis roulant cosmico, con Jay Garrick incatenato sulla parte davanti, dato che Zoom aveva prima catturato Jay e forzato a portare indietro nel tempo il Professor Zoom dal giorno della sua morte per servirsi della sua assistenza.
Ne derivò una battaglia tra i due Flash e Kid Flash contro i due Zoom (durante il quale Kid Flash scappò dalla presa di Zoom vibrando così velocemente da divenire intangibile, l'unico potere che Zoom non poteva duplicare) ma alla fine i due Zoom riuscirono nel loro intento, acchiappando Flash e saltando sul tapis-roulant. Zoom obbligò Flash a guardare il loro primo combattimento, in cui Linda fu gravemente ferita e abortì. Zoom sentì che Wally West avrebbe dovuto concentrarsi sui sentimenti di tristezza e perdita da questa esperienza e disse al Professor Zoom di rimandarlo all'inizio così che potesse guardarlo di nuovo. Ma quando la scena ricominciò dall'inizio, lo zio e mentore di Wally, Barry Allen apparve, sul suo tapis-roulant personale e disse che stava cercando il Professor Zoom.
Barry rimosse Wally dall'immediato pericolo, dicendogli che era lì per riportare Thawne al suo tempo, e che non importava quanto brutto potesse sembrare, West avrebbe potuto vincere se si fosse "spinto un po'". Lui e Thawne sparirono nel tempo.

### Resurrezione
Eobard torna in vita come membro del Corpo delle Lanterne Nere in La notte più profonda e affronta nuovamente Barry e suo nipote Wally, viene poi riportato in vita dall'Entità. In Flashpoint Eobard è al centro di quella che sembra essere un'anomalia che rischia di distruggere la realtà, infatti Barry si ritrova in un mondo che non riconosce salvo poi scoprire che è proprio la sua realtà, ma alterata, Barry inizialmente suppone che sia stato Thawne a modificare la linea temporale viaggiando all'indietro nel tempo creando un mondo apocalittico dove sua madre Nora è viva, ma lui non ha poteri e la Justice League non esiste, mentre Bruce Wayne è morto e suo padre (Thomas Wayne) ha preso il suo posto diventando Batman, Martha Wayne invece, dopo la morte di Bruce, scossa dal dolore diventa Il Joker e Kal-El non è mai diventato un eroe, essendo stato trattato come una cavia nel corso degli anni. Mentre in Gran Bretagna infuria lo scontro tra gli eserciti di Aquaman e Wonder Woman, Zoom si palesa sul campo di battaglia davanti ad un attonito Flash. Barry ha un confronto con Thawne il quale gli riferisce che è stato Barry a creare questa linea temporale viaggiando all'indietro nel tempo per salvare sua madre Nora (che si scopre essere stata assassinata da Eobard quando viaggiò nel tempo) creando una serie di eventi che ha generato questa disastrosa linea temporale, inoltre quando ciò avvenne Thawne era al sicuro dentro a una bolla temporale non subendo alcun danno dagli effetti dell'alterazione temporale, che però ha spezzato il legame che connetteva la sua vita a quella di Barry Allen. Finalmente Eobard Thawne può uccidere il suo nemico di una vita. Il supercriminale si appresta a uccidere Barry ma Thomas Wayne arriva in suo soccorso e uccide l'Anti-Flash trafiggendolo alla schiena con una spada. In seguito alla sua morte Barry torna indietro nel tempo per bloccare la versione di se stesso che stava andando ad evitare l'omicidio della madre, tutto ritorna come prima, seppur con qualche cambiamento, infatti questo dà il via a quello che sarà un nuovo universo, The New 52.

### Nuovi 52
Eobard ritorna come nemico di Barry Allen, poiché non è morto ma è rimasto intrappolato all'interno della Forza della velocità. Dopo aver appreso come liberarsi decide di distruggere Barry, lentamente e rendendo la sua vita un inferno. Il padre del velocista scarlatto, Henry, è in prigione con l'accusa di aver ucciso sua moglie, quindi Thawne lo mette nei guai facendogli uccidere un secondino del carcere, disarmando il secondino per poi mettere in mano a Henry la pistola e facendogli premere il grilletto, poi affronta Barry portandolo nella casa dove Nora morì.
Il piano di Eobard per distruggere Barry Allen consiste nel mettere insieme una squadra che possa annientarlo, a tal fine ha viaggiato nel tempo trovando persone a cui la Forza della velocità ha donato potere, guadagnandosi la loro fiducia salvandoli da morte certa. In realtà li ha manipolati a loro insaputa: era lo stesso Eobard che li metteva in pericolo per poi salvarli. Riesce così ad apparirgli come un eroe e fargli credere che lo scopo per cui hanno ricevuto i poteri è sconfiggere una minaccia chiamata Flash. Eobard affronta il velocista scarlatto con l'aiuto del suoi seguaci, riuscendo in un primo momento a portarsi in vantaggio, ma alla fine uno dei suoi protetti, Magali, scoperti i piani subdoli di Eobard, fa sì che tutti i suoi alleati gli si rivoltino contro, consentendo a Barry di sconfiggerlo.

### Rinascita
Nel rilancio Rinascita, Eobard Thawne appare per la prima volta all'interno della Forza della velocità di Barry Allen, in cui quest'ultimo rompe il collo di Thawne come fece una volta nella Pre-Crisi. Successivamente compare in un'altra visione in cui deride Barry riguardo al suo futuro. Il serial-killer velocista Godspeed in seguito tenta di uccidere Eobard e ogni altro detenuto a Iron Heights, solo per essere fermato da Flash. Thawne ritorna nella sua versione New 52 dopo che un'ondata di energia lo colpisce, e ricorda di essere stato ucciso da Thomas Wayne/Batman durante Flashpoint. Nel tentativo di impartire al figlio del Cavaliere Oscuro una lezione, Thawne attacca Bruce Wayne nella Batcaverna e distrugge la lettera di Thomas come punizione. Thawne batte brutalmente Bruce e lo schernisce verbalmente prima di teletrasportarsi in un luogo sconosciuto. Ritorna quindi alla Batcaverna, dopo essere stato immerso nelle radiazioni da un'entità misteriosa. Mentre cade a terra, Thawne dice "Dio... ho visto...Dio". Poco tempo dopo Batman e Flash incontrano Thawne in possesso del pulsante poco prima della sua apparente morte, e lo seguono per cercare di fermarlo. Mentre lo stanno inseguendo, viene apparentemente ucciso e teleportato di nuovo al Batcaverna.
Il cadavere di Eobard viene successivamente portato ai Laboratori S.T.A.R. per ulteriori esami, ma viene rivelato che è stato in grado di sopravvivere alla sua esperienza di pre-morte attraverso la sua connessione con la forza della velocità negativa, la cui energia gli garantisce una rigenerazione e una guarigione accelerate. È presente alla casa di Iris West quando arriva con suo nipote in seguito all'attacco di Multiplex alla festa di compleanno di Barry, scioccando e terrorizzando la coppia.
Eobard porta Iris nel futuro mentre Barry li insegue e mostra alla coppia il loro futuro prima di essere apparentemente ucciso da Iris. Eobard in seguito ritorna come membro della Società segreta dei supercriminali che rapisce Deathstroke.

## Discendenza
Fu rivelato che i Thawne e gli Allen ebbero una lunga discendenza dal tempo del XXV secolo.
Eobard fu il discendente di Malcom Thawne, alias Cobalt Blue, il fratello gemello perduto di Barry Allen. La faida tra i Thawne e gli Allen terminò apparentemente nel XXX secolo, con il matrimonio di Meloni Thawne con Don Allen, e la nascita di loro figlio, Bart Allen (più tardi conosciuto come Impulso, più avanti secondo Kid Flash e da adulto quarto Flash). Tuttavia, il padre di Meloni creò un Impulso-Invertito; un clone di Bart Allen chiamato Thaddeus Thawne, che prese il nome di Inertia. Inertia tentò più volte di prendere il posto di Bart prima di rigettare il suo ruolo di strumento della vendetta.
Zoom ritornò per battersi anche con Wally West, lavorando fianco a fianco al suo successore, il profiler di primo pelo della polizia, Zoom, che fu tirato fuori dal tempo prima che Barry gli spezzasse il collo.
Utilizzando il tapis-roulant di Barry, i due Anti-Flash intendevano forzare Wally a guardare il seguito della sua prima battaglia con Zoom (quando la moglie Linda Park abortì) più e più volte, ma l'intervento di Barry Allen, poco prima della sua morte in Crisi sulle Terre infinite, trasferì il Professor Zoom indietro al suo presente, permettendo a Wally non solo di sconfiggere il nuovo Zoom, ma anche di annullare l'aborto spontaneo di Linda.
Durante il suo ritorno, si rivelò che Thawne conservò alcune vaghe memorie del suo tempo come Barry Allen, come ammise di avere una memoria perduta nel suo cervello circa il desiderio di veder morto Wally.
Meloni Thawne, inoltre, concepì un figlio con il primo Capitan Boomerang, che fu dato in adozione: questo figlio, Owen Mercer, ha ereditato la supervelocità da parte di madre ma ha assunto il ruolo di secondo Capitan Boomerang e non quello di nuovo Anti-Flash.

## Poteri e abilità
Proprio come la sua nemesi Barry Allen, il Professor Zoom è in grado di muoversi ad una velocità che supera sette volte quella della luce. Anche se è stato definito dallo stesso Barry, più veloce di lui.
Può dare migliaia di colpi al secondo, camminare sull'acqua, viaggiare nel tempo, creare cicloni e far vibrare le sue molecole a velocità così alte da passare attraverso la materia solida. Inoltre, a differenza di altri velocisti, Eobard non è collegato alla forza della velocità, ma ad un suo opposto (la forza della velocità negativa), e questo gli permette di fare cose che Barry non può fare, come manipolare il tempo stesso.
Thawne sviluppa nuovi poteri negli eventi che portano a Flashpoint, inclusa la capacità di passare ad altre dimensioni, creare onde d'urto nel tempo e nello spazio allo schiocco delle dita, assorbire i ricordi di un altro tramite contatto fisico e alterare l'età di chiunque o qualsiasi cosa.
Quando Eobard sferra pugni mentre va a velocità della luce la velocità si trasforma in massa, permettendogli di sferrare parecchi pugni di massa infinita che di conseguenza provocano danno infiniti. Roteando le braccia a super-velocità può creare correnti d'aria molto forte, quando gira in tondo riesce a creare un tornado, tramite la roteazione veloce delle mani è in grado di emettere potenti fulmini, onde di energia o piccoli tornadi in grado di spazzare via isolati.
Tutte le sue abilità fisiche e mentali sono velocizzate e anche capacità mentali iper-velocizzate, poiché percepisce il mondo a rallentatore (gli provoca noia aspettare che una persona finisca di parlare). Grazie all'attrito generato in corsa, Eobard può anche bruciare il terreno oppure fondere un oggetto toccandolo. Inoltre possiede un'aura che durante la corsa lo protegge dall'estrema frizione con l'aria.
In The New 52 i suoi poteri mutano diventando più simili a quelli di Zoom, ovvero Hunter Zolomon, nemesi di Wally West; alterando il tempo intorno a sé, controllando la velocità a cui viaggia il tempo, permettendogli di viaggiare più velocemente o più lentamente delle persone intorno a lui. Ha mantenuto l'abilità della sua controparte precedente di alterare l'età. In Rinascita, tuttavia, Thawne ha riacquistato la sua connessione con la forza della velocità negativa e quindi i suoi poteri originali.

### Forza della Velocità Negativa
Grazie alla sua connessione con la Forza della Velocità Negativa, Eobard Thawne è in grado di viaggiare nel tempo e cambiare la linea temporale senza danni da parte di alcun effetto collaterale. Di conseguenza, questo fa di lui un paradosso vivente.

## Altre versioni

### Impulso
In una linea temporale alternativa creata quando Impulso uccide un insetto nell'età devoniana, la maggior parte dei super-cattivi sono burocrati governativi. Il Professor Zoom è il consulente scientifico nazionale del presidente a vita Julian Tremain.
Nelle successive modifiche alla timeline, Zoom sconfisse la ribellione contro Tremain guidata da Gorilla Grodd; viene trasformato anch'egli in un gorilla in una lotta contro l'esercito di tartarughe volanti guidato da Grodd, egli stesso diventato una tartaruga volante.

### Justice League Adventures
Nella serie a fumetti Justice League Adventures Eobard Thawne, il Professor Zoom, insieme ad altri cattivi come Capitan Boomerang, Capitan Cold, Heat Wave e Mirror Master, ha partecipato all'asta di Chronos per Superman, Batman e Wonder Woman bloccati nel tempo su Mean Time Island. Una volta sorto il sospetto che altri membri della Justice League fossero presenti, gli amici di Zoom hanno sospettato di lui immediatamente accusandolo di essere il vero Flash. Una volta che è stato messo fuori gioco e smascherato, è stato rivelato che non si trattava di Flash, bensì di Zoom.

## Altri media

### Cinema
Nel film del DC Extended Universe The Flash (2023), l'Anti-Flash non è apparso di persona ma è possibilmente menzionato. In questa versione del personaggio è un misterioso velocista assassino che, per ragioni sconosciute, decise di viaggiare fino al 13 giugno 2004, irrompere nella casa della famiglia Allen e uccidere Nora, la madre di Barry, che in seguito sarebbe diventato un supereroe e membro della Justice League, Flash.

### Animazione

#### Film
- Il Professor Zoom è apparso nel DC Animated Movie Universe. Inoltre il personaggio è il primo dei cattivi del DCAMU.
  - Eobard Thawne appare per la prima volta come antagonista principale nel primo film d'animazione del DCAMU Justice League: The Flashpoint Paradox.[56] Assolda diversi avversari per tendere un'imboscata al suo arcinemico di sempre Flash (Barry Allen) al Museo di Flash prima di tradirli posizionando esplosivi sulle loro cinture, sperando di distruggere il museo. Tuttavia, la Justice League arriva per disarmare le bombe e arrestare Thawne. Quando Barry viaggia indietro nel tempo per impedire l'omicidio di sua madre, tutta la realtà è alterata, e l'esercito di Atlantide di Aquaman è in guerra con le forze amazzoniche di Wonder Woman. Anche Thawne entra in questa realtà attraverso la Forza della Velocità e salva la giornalista Lois Lane dalle amazzoni per avvertire Barry della sua presenza. Mentre la squadra di meta-umani capeggiata da Cyborg cerca di porre fine alla guerra, Thawne appare e sconfigge Barry, in modo da obbligare il suo arcinemico a soffrire appieno le conseguenze delle sue azioni ed impedire che possa ancora una volta salvare la situazione. Mentre il dispositivo del giorno del giudizio di Atlantide distrugge il mondo, Thawne viene colpito mortalmente alla testa da un proiettile esploso da Batman (Thomas Wayne) di questa realtà alternativa. Flash quindi attinge ancora una volta alla Forza della Velocità per impedire al se stesso del passato di alterare il tempo, creando una nuova realtà simile all'originale.
  - Il Professor Zoom riappare nuovamente come antagonista principale nel film d'animazione Suicide Squad - Un inferno da scontare.[57][58] In questo film è rivelato che è riuscito ad estendere con immenso sforzo l'istante immediatamente precedente alla sua morte per intere settimane grazie alla sua connessione alla Forza della Velocitá, sopravvivendo così al proiettile sparatogli da Batman (Thomas Wayne), e a causa di ciò appare parecchio indebolito e debilitato, e ha perso gran parte dei suoi poteri. Intende ottenere una speciale carta che consente a chi la possiede di andare in paradiso, sapendo che non riuscirá a rimanere vivo in tale stato per molto, e per questo si batte con la Squadra Suicida e Vandal Savage, anch'essi intenzionati ad averla. Riesce ad entrarne in possesso per breve tempo, ma viene presto sconfitto da Deadshot e Bronze Tiger, che lo stesso Thawne aveva precedentemente pugnalato in modo così fatale e brutale e lasciato in fin di vita. Dopo essere stato sparato da Deadshot, perde il suo controllo sulla Forza della Velocitá, che gli aveva consentito di estendere il momento della sua morte per così tanto tempo, e ritorna all'istante in cui viene ucciso da Batman nella linea temporale alternativa, morendo definitivamente.
  - In Justice League Dark: Apokolips War, il Professor Zoom non appare fisicamente ma viene solo visto da John Constantine sulle visioni di Flashpoint, durante il secondo tentativo della Justice League di distruggere Darkseid, dopo aver guarito Barry Allen (che era stato catturato e costretto a dare energia ad Apokolips correndo senza sosta per due anni). Viene anche chiarito che il precedente tentativo di Barry di riparare Flashpoint non ha riparato la linea temporale, ma ne ha creata una nuova, rendendo Thawne il responsabile ultimo della caduta della nuova linea temporale (poiché la creazione di Flashpoint è stata indirettamente provocata dalle azioni dell'Anti-Flash) e costringendo Barry a reimpostare nuovamente la linea temporale.
- Il personaggio è apparso anche nei film d'animazione Lego DC Comics Super Heroes: The Flash e Injustice.

#### Serie
- Alla fine della stagione due di Justice League Unlimited, Brainiac creò dei robot malvagi, in versione Justice Lords. La controparte di Flash indossava un costume come quello di Zoom. Il costume, tuttavia era l'opposto di quello di Wally West, non di Barry Allen.
- Compare nella terza stagione di Batman: The Brave and the Bold.[59] Nell'episodio Missione in velocità, il Professor Zoom tiene prigioniero Barry Allen/Flash nel 25º secolo e ha assunto il manto del Conquistatore.

### Televisione

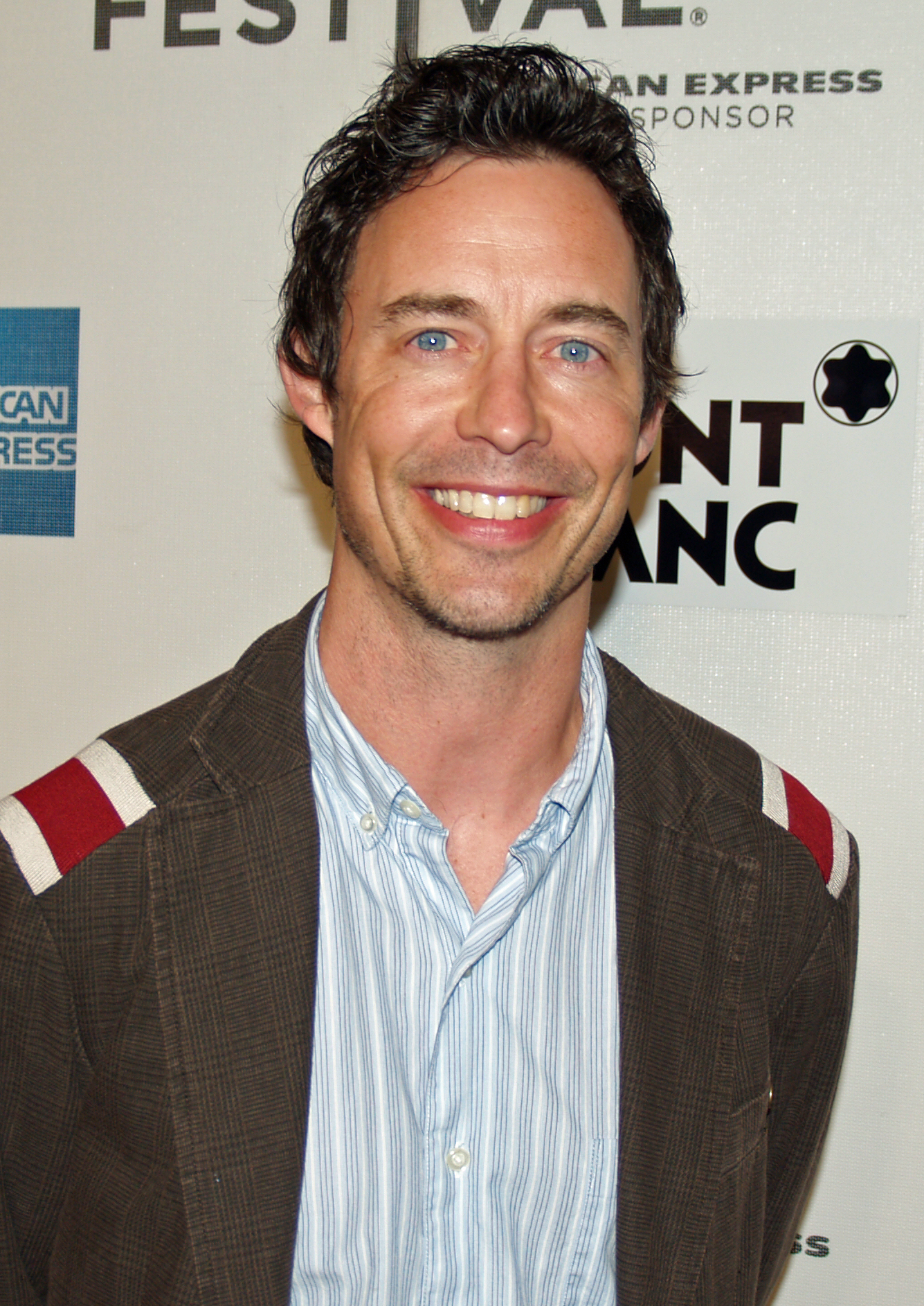
Tom Cavanagh interpreta Eobard Thawne con le sembianze di Harrison Wells nella serie televisiva The Flash

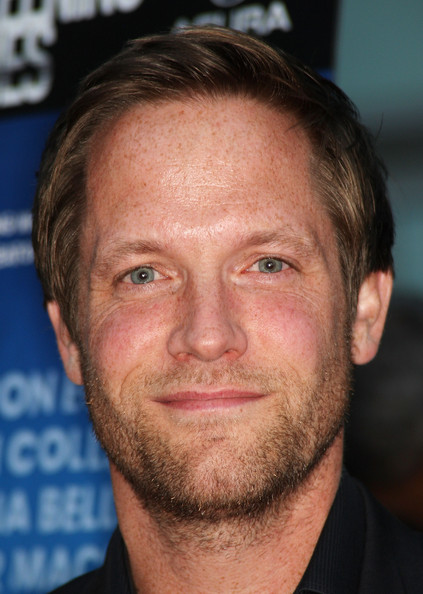
Matt Letscher interpreta Eobard Thawne con il suo volto originale nella serie televisiva The Flash

- Nella serie televisiva Flash, Barry, mentre fingeva di essere uno scienziato che creò "Flash", si autodefinì "Professor Zoom".
- Eobard Thawne è il principale antagonista dell'Arrowverse, universo immaginario televisivo, nel quale compare principalmente in The Flash e Legends of Tomorrow, facendo alcune apparizioni in Arrow e Supergirl. È interpretato da Tom Cavanagh (con le fattezze di Harrison Wells) e da Matt Letscher (nel suo aspetto originale)[60][61]. A differenza dei fumetti non viene chiamato Professor Zoom, ma solo Anti-Flash.
  - In The Flash, Eobard Thawne è il principale antagonista della prima stagione noto come l'Anti-Flash, descritto come l'acerrimo nemico di Flash, che ha viaggiato nel tempo per uccidere Barry da bambino. Quando il Flash del 2024 interviene per fermarlo, un furioso Anti-Flash ne uccide la madre, Nora Allen poiché, non essendo riuscito a battere il Flash del futuro, credeva di provocare nel piccolo Barry Allen un grande trauma che lo avrebbe portato a non diventare mai Flash. Nel frattempo, durante la fuga dopo aver pugnalato la madre di Barry, scopre che non è più connesso alla Forza della velocità, e che la sua velocità si è totalmente esaurita dopo l'ultimo salto temporale, poiché senza la creazione di Flash lui non avrà mai i poteri e quindi lasciandolo incapace di poter tornare nella sua epoca. Sapendo che il dottor Harrison Wells, il capo dei Laboratori S.T.A.R., creerà l'acceleratore di particelle nel 2020 che sarà responsabile della creazione dei metaumani e di Flash, causa un incidente stradale che coinvolge l'uomo e sua moglie; tramite un dispositivo della sua epoca, Eobard ne assume le sembianze. Eobard trascorre il tempo realizzando l'acceleratore di particelle dieci anni di anticipo rispetto al Wells originale, in modo che Barry possa acquisire i suoi poteri prima del previsto, cosicché Eobard possa servirsi di lui per tornare nel suo tempo. Alla fine viene sconfitto da Barry con l'aiuto di Oliver Queen e Firestorm. Successivamente offre la possibilità a Barry di salvare la madre in cambio del ritorno alla sua era, ma Barry decide di non salvare la madre e fermare Eobard, distruggendogli la macchina del tempo con cui doveva tornare nella sua epoca. Eobard, furioso, lo combatte e lo sconfigge, ma proprio quando sta per dargli il colpo di grazia Eddie si spara, sacrificandosi per cancellare l'Anti-Flash dall'esistenza; essendo Eddie Thawne un suo antenato, la sua morte provoca la futura non nascita di Eobard. Il personaggio ritorna nella seconda stagione, in cui torna indietro nel tempo come "Residuo-Temporale", e vengono spiegate le sue origini; Eobard era ossessionato da Flash, al punto da ricreare lo stesso incidente che ha dato a Barry i suoi poteri; tuttavia notò con suo rammarico che il suo destino sarebbe stato quello di diventare il suo più grande nemico. Subito dopo prende il soprannome di "Anti-Flash", e scopre l'epoca da cui proviene Flash, dando inizio alla loro rivalità e ritornando nella sua epoca. Nel finale della seconda stagione Barry torna indietro nel tempo e salva sua madre, alterando la nuova linea temporale e riportando Eobard in vita. All'inizio della terza stagione, Eobard è tenuto prigioniero da Barry nella nuova linea temporale, che lui stesso chiama "Flashpoint"; alla fine Barry, rendendosi conto dei danni che hanno causato le sue azioni, implora Thawne di tornare indietro nel tempo e uccidere sua madre, riportando la linea temporale alla normalità. Riappare, di nuovo col volto di Wells, nel crossover Crisi su Terra X in cui si allea con Green Arrow e Supergirl di Terra X. Successivamente ritorna nella quinta stagione, dove inganna la figlia di Barry, Nora West Allen, nel 2049, facendole da mentore e fornendole le informazioni necessarie a tornare indietro nel tempo e distruggere il pugnale di Cicada, che nel futuro era stato usato dalle guardie di Iron Heights per limitare i poteri di Thawne e tenerlo imprigionato. Il malvagio velocista riesce nel suo intento e si libera dal penitenziario. Nella sesta stagione, Eobard ritorna sotto forma di tachioni negativi, fuso con Nash Wells subito dopo la Crisi. Dopo vari mesi riesce a prendere il controllo del corpo di Nash, e mentre cerca di recuperare la propria velocità, viene catturato dal Team Flash e "esorcizzato" attraverso un congegno creato da Cisco. Nonostante gli sforzi, viene nuovamente sconfitto; tuttavia continua ad esistere sotto forma di energia, aspettando un corpo da possedere.
  - Nella serie Legends of Tomorrow è il principale antagonista della seconda stagione. Assieme a Damien Darhk, Malcolm Merlyn e Leonard Snart, forma la "Legion of Doom, per ottenere la Lancia del Destino, un artefatto in grado di alterare la realtà, che Eobard vuole usare per cementificare la sua esistenza; dopo che Flash ha ripristinato la linea temporale, Eobard diventa un "aberrazione temporale" a causa del suicidio di Eddie Thawne e pertanto il Black Flash, entità che ha il compito di evitare che i velocisti creino paradossi all'interno della linea temporale, gli dà la caccia attraverso il tempo e lo spazio per annientarlo. Thawne riesce a recuperare la lancia e a riscrivere la realtà a sua immagine, tuttavia nel finale di stagione, le Leggende riescono a tornare indietro nel tempo e a impedirgli di riscrivere la realtà, e subito dopo viene colpito dal Black Flash, che apparentemente lo elimina definitivamente.

### Videogiochi
- Il Professor Zoom appare in varie trame in DC Universe Online.
- È uno dei cattivi ingaggiati da Brainiac per raccogliere stariti in Scribblenauts Unmasked: A DC Comics Adventure. Si unisce con il principale antagonista del gioco, Doppelganger, per competere contro Flash e Maxwell, il protagonista.
- L'Anti-Flash appare come un personaggio giocabile sbloccabile in LEGO Batman 3: Gotham e oltre, doppiato da Liam O'Brien.
- Anti-Flash è un personaggio giocabile nonché protagonista, assieme ad altri criminali, del videogioco LEGO DC Super-Villains.
- In Injustice: Gods Among Us, il design Black Lantern di Eobard Thawne era una skin alternativa giocabile per Flash nell'ambito di una sfida esclusiva limitata. L'aggiornamento 2.6 per l'app per dispositivi mobili iOS e Android ha introdotto una card Anti-Flash (basata sull'attore Tom Cavanagh della serie TV The Flash) che può essere acquistata nel pacchetto Most Wanted[62].
- Eobard Thawne appare come un personaggio giocabile in Injustice 2 (tramite "skin premier" che trasformano i personaggi esistenti in altri personaggi DC Comics con voci e dialoghi unici), nuovamente doppiato da Liam O'Brien[63][64]. Dopo essere stato intrappolato in un paradosso quando il Regime uccide uno dei suoi antenati, Thawne rimane bloccato nel 21º secolo e si unisce alla "Società" di Gorilla Grodd. Cerca di uccidere Flash con Captain Cold e Deadshot, prima di essere sconfitto da Wonder Woman in un bar di Metropolis.

## Merchandising
- Una mini figure della linea DC Universe Action League del Professor Zoom è stata rilasciata insieme a quella di Flash[65].
- Una statua da collezione dell'Anti-Flash nella versione in Blu-ray del film Justice League: The Flashpoint Paradox.
- Una mini-figure del Professor Zoom è stata pubblicata dalla linea Blammoids della DC Direct[66].
- La linea Funko Mystery Minis ha pubblicato una mini-figure dell'Anti-Flash[67].
- Funko ha rilasciato tre mini figure POP! di Eobard Thawne: Il primo è basato sulla sua apparizione nei fumetti, il secondo un'esclusiva di Black Lantern e il terzo una versione della serie televisiva The Flash.[68][69][70].
- DC Collectibles ha rilasciato un'action figure di 17 cm dell'Anti-Flash insieme all'edizione in Blu-ray della prima stagione completa della serie The Flash nel dicembre 2015[71].
- DC Multiverse ha rilasciato varie figure di Anti-Flash; una di esse è basata sulla versione del telefilm The Flash, è stata venduta nel 2016 ed è alta 6 pollici (circa 15 cm; all'epoca era lo standard usato dalla Mattel, che deteneva i diritti per produrre action figure basate su personaggi DC); nel 2021 esce una versione basata sul look nella continuity DC Rebirth (questa volta alta 7 pollici, quasi 18 cm, perché nel frattempo i diritti di sfruttamento erano passati alla McFarlane Toys); nel 2022 viene rilasciato un altro pezzo basato sulla versione di Injustice 2.